# Racing Louisville Football Club
El Racing Louisville Football Club es un club de fútbol femenino estadounidense con sede en Louisville, en el estado de Kentucky. Fue fundado en 2019 con la intención de incorporarse a la National Women's Soccer League, máxima categoría de los Estados Unidos, en la temporada 2021. El club es la sección femenina del Louisville City FC de la USL Championship. Jugará como local en el estadio Lynn Family Stadium, con una capacidad de 11.700 espectadores.

## Temporadas

### National Women's Soccer League
| Temporada | Posición | Eliminatorias |
| --------- | -------- | ------------- |
| 2021      | 9.º      | No            |
| 2022      | 9.º      | No            |
| 2023      | 9.º      | No            |

### NWSL Challenge Cup
| Edición | Fase de grupos | Fase final |
| ------- | -------------- | ---------- |
| 2021    | 5.º            | –          |
| 2022    | 3.º            | –          |
| 2023    | 2.º            | Subcampeón |